# Davos X-Trails
Le Davos X-Trails (anciennement Swiss Alpine Marathon) est une compétition de trail et de marathon de montagne autour de Davos dans le canton des Grisons en Suisse. Il a été créé en 1986. C'est le premier ultra-trail d'Europe.

## Histoire
Au milieu des années 1980, l'orienteur Andrea Tuffli souhaite créer un événement sportif unique et original dans le canton des Grisons. Après 18 mois de recherches, il propose son projet aux autorités de Davos, à savoir un trail de 67 km et 2 400 m de dénivelé positif avec notamment un passage par le col du Sertig à 2 740 m d'altitude. Cette course unique en son genre est la deuxième épreuve d'ultrafond de Suisse après les 100 km de Bienne, et le premier ultra-trail de montagne en Europe. Afin d'attirer également les coureurs qui seraient rebutés par une distance aussi longue, des courses plus courtes, la Sertig-Lauf de 39 km et la Landwasser-Lauf de 28 km, sont ajoutées à l'événement,.
La première édition a lieu le 26 juillet 1986. 1 082 coureurs prennent le départ donné par Maria Walliser. 500 bénévoles et 47 médecins assurent le bon déroulement de l'épreuve. Sans point de comparaison, les pronostics sont indécis. Les favoris annoncés sont le détenteur du record du monde du 50 milles Barney Klecker, le double vainqueur des 100 km de Bienne Robert Schläpfer et Fritz Hänni, spécialiste des courses de montagne et militaires. Chez les femmes, la spécialiste du 100 kilomètres Agnes Eberle est annoncée comme favorite. Le Suisse Johannes Knupfer et l'Allemande Susanne Bitzer déjouent les pronostics et s'imposent,.
En 1998, Andrea Tuffli propose un changement de parcours. Au lieu d'emprunter par le col du Sertig, les parcours passent par la Keschhütte (de) et le col de Scaletta. La distance de la course principale est allongée à 78,5 km, elle devient K78. La Sertig-Lauf est allongée à la distance d'un marathon et devient la K42.
À partir de 2003, un second marathon de montagne est ajouté, le C42 qui relie Davos à Tiefencastel. En 2005, le parcours est inversé mais il est alors jugé trop difficile. Pour 2006, le concept du C42 est revu pour devenir une épreuve culturelle. Il relie Mistail à Davos en suivant un chemin scénique qui passe à proximité de lieux historiques tels que le Viaduc de Landwasser, les mines d'argent de Schmelzboden ou encore le chalet d'Ernst Ludwig Kirchner.
En 2011, les parcours K78 et K42 sont modifiés. Ils passent toujours par la Keschhütte mais empruntent à nouveau le col du Sertig au lieu du col de Scaletta. La longueur des tracés reste sensiblement la même.
En 2013, le C42 voit à nouveau son parcours modifié. Le départ est donné à Davos et l'arrivée à Bergün.
En 2015 pour les 30 ans, le C42 disparaît au profit du S42, un marathon de montagne en altitude qui combine les anciens et nouveaux parcours en passant par le col de Sertig et le col de Scaletta.
En 2017, le Swiss Alpine Marathon fusionne avec le Swiss Irontrail, autre manifestation organisée par Swiss Alpine Davos. Quelques adaptations sont faites aux parcours existants. Pour des questions de sécurité, le passage par le Panoramatrail entre les cols du S42 est supprimé. Le parcours est allongé avec un détour par l'alpage de Funtauna. Il est renommé K47 en conséquence. La boucle autour de Bergün du K42 est supprimée. Il devient le K36.
En 2018, la course-phare K78 disparaît au profit de la T88 de l'Irontrail. Les K36 et K47 sont remplacés par le K43 qui reprend le parcours du S42.
Pour l'édition 2020, les organisateurs décident de séparer à nouveau les deux événements, notamment pour réduire l'impact sur la faune locale. L'Irontrail se déroule désormais en Engadine tandis que le Swiss Alpine Marathon conserve sa base historique autour de Davos. Une nouvelle épreuve reine est ajoutée pour 2020, le K68 qui reprend en quasi-intégralité le parcours d'origine. Malgré la pandémie de Covid-19, l'édition 2020 a lieu moyennant quelques adaptations. Le programme est réduit et seules quatre courses ont lieu : le K68 et le K23 le samedi 25 juillet et le K43 et le K10 le dimanche 26 juillet.
L'événement propose également des parcours plus courts. La Landwasser-Lauf qui est remplacée par le K28, puis par le K30 jusqu'en 2017, le K21 depuis 2007, devenu ensuite K23, et le K11/K10 depuis 2008. En 2020, un nouveau parcours K20 s'ajoute au programme. Une épreuve pour marcheurs sur le parcours K21/K23 ainsi qu'une course pour les enfants complètent l'offre.
Fin 2021, Andrea Tuffli prend sa retraite et quitte la présidence du comité d'organisation après 35 ans. Le comité se voit entièrement renouvelé avec entre autres, la traileuse Jasmin Nunige. Afin de donner une nouvelle dynamique à l'événement, ce dernier est renommé en Davos X-Trails. Le parcours K68 devient le « Diamond », le K43, « Gold », le K23, « Silver » et le K10, « Bronze ». Le nom Swissalpine ne disparaît pas mais est transféré sur un tout nouvel événement basé à Coire, le Swissalpine Chur.
En 2025, les conditions météorologiques se dégradent durant la journée. La pluie fine s'intensifie et les températures s'abaissent. Pour assurer la sécurité des coureurs, les organisateurs décident au dernier moment de réorienter les coureurs de l'épreuve Diamond sur le parcours de l'épreuve Gold afin d'éviter les passages des cols en altitude. Ils décident ensuite d'interrompre les épreuves et arrêtent tous les coureurs n'ayant pas encore passé Dürrboden. Environ la moitié des participants parvient à rallier la ligne d'arrivée. Bien que les parcours des deux épreuves Diamond et Gold soient identiques, les organisateurs conservent les classements séparés.

## Parcours

### K68

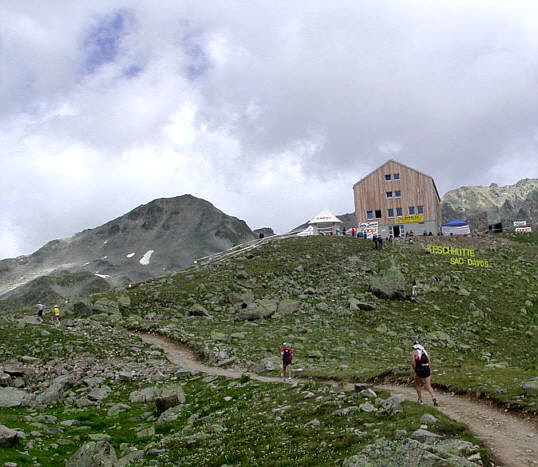
Passage à la Keschhütte.

Le départ est donné à Davos. Le parcours remonte la vallée de Dischma (en) et suit le chemin qui mène au col de Scaletta. Il suit ensuite le Panoramatrail qui contourne le Chüealphorn jusqu'au col du Sertig et redescend jusqu'au hameau de Chleinalp. Il remonte ensuite sur le col de Fanezfurgga puis descend sur le village de Monstein. Il passe ensuite par l'alpage de Jatzmeder au-dessus de Davos Glaris, remonte la vallée de Sertig jusqu'à Sertig Dörfli, puis redescend de l'autre côté jusqu'à Davos où est donnée l'arrivée. Il mesure 67,6 km pour +/-2 606 m de dénivelé.
Entre 1998 et 2010, le K78 évite le col de Sertig. La boucle s'effectue dans l'autre sens. Le parcours descend la vallée de la Landwasser jusqu'à Filisur et remonte sur Bergün puis sur la Keschhütte. Il rejoint ensuite le col de Scaletta et redescend la vallée de Dischma jusqu'à Davos. Entre 2011 et 2017. La dernière partie du parcours se fait par le col du Sertig et la vallée du Sertig.

### K43
Le K43 suit la première partie du K78. Il part depuis Davos jusqu'au col de Scaletta en remontant la vallée de Dischma. Il passe ensuite par le col de Sertig jusqu'à Chleinalp. Il redescend ensuite la vallée de Sertig jusqu'à Davos où est donnée l'arrivée. Il mesure 42,7 km pour +/-1 424 m de dénivelé.
La Sertig-Lauf relie Bergün à Davos en passant par le col de Sertig. Entre 1998 et 2010, le K42 évite le col du Sertig. Il emprunte le col de Scaletta et redescend la vallée de Dischma. Entre 2011 et 2017, il passe par le col et la vallée de Sertig.

## Vainqueurs

### K67/K68/Diamond
| Année | Homme                 | Temps           | Femme                    | Temps           |
| ----- | --------------------- | --------------- | ------------------------ | --------------- |
| 1986  | Johannes Knupfer      | 5 h 23 min 54 s | Susanne Bitzer           | 6 h 54 min 30 s |
| 1987  | Jörg Hägler           | 5 h 22 min 36 s | Maureen Hurst            | 6 h 32 min 45 s |
| 1988  | Charly Doll           | 5 h 12 min 25 s | Anke Molkenthin          | 6 h 45 min 7 s  |
| 1989  | Charly Doll           | 5 h 14 min 23 s | Leslie Watson            | 6 h 52 min 17 s |
| 1990  | Peter Camenzind       | 5 h 21 min 55 s | Birgit Lennartz          | 6 h 26 min 55 s |
| 1991  | Peter Camenzind       | 5 h 21 min 46 s | Enikő Fehér              | 6 h 47 min 30 s |
| 1992  | Peter Camenzind       | 5 h 28 min 32 s | Birgit Lennartz          | 6 h 18 min 28 s |
| 1993  | Ben Jansen van Vuuren | 5 h 33 min 31 s | Jacqueline Keller        | 6 h 52 min 3 s  |
| 1994  | Jörg Hägler           | 5 h 35 min 49 s | Birgit Lennartz          | 6 h 34 min 59 s |
| 1995  | Jörg Hägler           | 5 h 32 min 35 s | Birgit Lennartz          | 6 h 20 min 58 s |
| 1996  | Peter Gschwend        | 5 h 28 min 50 s | Birgit Lennartz          | 6 h 28 min 2 s  |
| 1997  | Frank Türk            | 5 h 42 min 17 s | Birgit Lennartz          | 6 h 29 min 19 s |
| 2020  | Riccardo Montani      | 6 h 12 min 28 s | Marcela Vašinová         | 6 h 59 min 12 s |
| 2021  | Benedikt Hoffmann     | 5 h 46 min 22 s | Jasmin Nunige            | 6 h 50 min 36 s |
| 2022  | Stephan Wenk          | 5 h 49 min 22 s | Heidi Annemarie Schwartz | 7 h 48 min 56 s |
| 2023  | Benedikt Hoffmann     | 5 h 49 min 34 s | Nicole Signer            | 8 h 21 min 14 s |
| 2024  | Benedikt Hoffmann     | 6 h 12 min 17 s | Helga Fabian             | 8 h 48 min 46 s |
| 2025  | Davide Cheraz         | 3 h 27 min 40 s | Kim Schreiber            | 3 h 58 min 20 s |

### K78
| Année | Homme              | Temps           | Femme                      | Temps           |
| ----- | ------------------ | --------------- | -------------------------- | --------------- |
| 1998  | Peter Gschwend     | 5 h 51 min 37 s | Birgit Lennartz            | 7 h 0 min 48 s  |
| 1999  | Frank Türk         | 5 h 57 min 26 s | Birgit Lennartz            | 7 h 8 min 52 s  |
| 2000  | Grigory Murzin     | 5 h 48 min 4 s  | Birgit Lennartz            | 6 h 52 min 15 s |
| 2001  | Lahcen Ahansal     | 5 h 38 min 17 s | Birgit Lennartz            | 6 h 45 min 57 s |
| 2002  | Grigory Murzin     | 5 h 42 min 34 s | Karine Herry               | 6 h 53 min 21 s |
| 2003  | Grigory Murzin     | 5 h 54 min 43 s | Monica Casiraghi           | 6 h 47 min 50 s |
| 2004  | Mario Fattore      | 5 h 53 min 36 s | Monica Casiraghi Maria Bak | 6 h 57 min 40 s |
| 2005  | Grigory Murzin     | 6 h 0 min 9 s   | Jasmin Nunige              | 6 h 59 min 42 s |
| 2006  | Giorgio Calcaterra | 6 h 5 min 4 s   | Elizabeth Hawker           | 6 h 30 min 12 s |
| 2007  | Jonas Buud         | 6 h 3 min 2 s   | Elizabeth Hawker           | 6 h 46 min 15 s |
| 2008  | Jonas Buud         | 6 h 0 min 26 s  | Jasmin Nunige              | 7 h 0 min 36 s  |
| 2009  | Jonas Buud         | 5 h 48 min 43 s | Lena Gavelin               | 6 h 41 min 30 s |
| 2010  | Jonas Buud         | 5 h 49 min 11 s | Jasmin Nunige              | 6 h 39 min 25 s |
| 2011  | Jonas Buud         | 6 h 11 min 2 s  | Elizabeth Hawker           | 7 h 16 min 17 s |
| 2012  | Jonas Buud         | 5 h 57 min 25 s | Jasmin Nunige              | 6 h 31 min 43 s |
| 2013  | Jonas Buud         | 6 h 13 min 28 s | Jasmin Nunige              | 6 h 53 min 0 s  |
| 2014  | Jonas Buud         | 6 h 30 min 18 s | Denise Zimmermann          | 7 h 47 min 57 s |
| 2015  | Evgenii Glyva      | 6 h 31 min 51 s | Jasmin Nunige              | 6 h 52 min 21 s |
| 2016  | Vajin Armstrong    | 6 h 25 min 23 s | Jasmin Nunige              | 7 h 5 min 41 s  |
| 2017  | Tòfol Castanyer    | 6 h 25 min 49 s | Ida Nilsson                | 7 h 5 min 19 s  |

### Sertig-Lauf
| Année | Homme             | Temps           | Femme             | Temps           |
| ----- | ----------------- | --------------- | ----------------- | --------------- |
| 1986  | Erwin Gübeli      | 3 h 37 min 53 s | Irene Müller      | 4 h 54 min 36 s |
| 1987  | Konrad Ehrbar     | 3 h 57 min 59 s | Maya Ackermann    | 5 h 9 min 29 s  |
| 1988  | Urs Hanhart       | 3 h 20 min 15 s | Cornelia Müller   | 4 h 19 min 30 s |
| 1989  | Hans Schuler      | 3 h 20 min 51 s | Rita Schwegler    | 4 h 31 min 18 s |
| 1990  | This Schwyn       | 3 h 21 min 55 s | Ilona Möller      | 4 h 51 min 35 s |
| 1991  | Peter Gschwend    | 3 h 25 min 8 s  | Ilona Möller      | 4 h 25 min 30 s |
| 1992  | Martin Sigrist    | 3 h 27 min 50 s | Jacqueline Keller | 4 h 17 min 44 s |
| 1993  | Michael McDermott | 3 h 18 min 52 s | Gaby Aebersold    | 3 h 30 min 38 s |
| 1994  | John Taylor       | 3 h 11 min 6 s  | Louise Fairfax    | 3 h 56 min 28 s |
| 1995  | Michael McDermott | 2 h 28 min 1 s  | Louise Fairfax    | 2 h 57 min 2 s  |
| 1996  | Andrei Reier      | 2 h 39 min 32 s | Vroni Steinmann   | 3 h 0 min 21 s  |
| 1997  | Michael McDermott | 2 h 28 min 48 s | Janina Saxer      | 2 h 56 min 47 s |

### K42/K43/Gold
| Année | Homme               | Temps           | Femme               | Temps           |
| ----- | ------------------- | --------------- | ------------------- | --------------- |
| 1998  | Urs Christen        | 3 h 4 min 56 s  | Janina Saxer        | 3 h 34 min 23 s |
| 1999  | Dinka Bekele        | 3 h 21 min 31 s | Emebet Abossa       | 3 h 41 min 44 s |
| 2000  | Mohamad Ahansal     | 3 h 4 min 33 s  | Janina Saxer        | 3 h 48 min 50 s |
| 2001  | Peter Gschwend      | 3 h 13 min 22 s | Janina Saxer        | 3 h 46 min 32 s |
| 2002  | Mohamad Ahansal     | 3 h 9 min 0 s   | Tsige Worku         | 3 h 44 min 16 s |
| 2003  | Disassa Dabressa    | 3 h 10 min 5 s  | Tsige Worku         | 3 h 36 min 36 s |
| 2004  | Mengesha Feyisa     | 3 h 12 min 38 s | Eroica Spiess       | 3 h 51 min 33 s |
| 2005  | Mohamad Ahansal     | 3 h 12 min 53 s | Carolina Reiber     | 3 h 47 min 3 s  |
| 2006  | Anssi Raittila      | 3 h 25 min 9 s  | Carolina Reiber     | 3 h 44 min 48 s |
| 2007  | Koen van Rie        | 3 h 25 min 47 s | Diana Lehmann       | 4 h 6 min 26 s  |
| 2008  | Max Frei            | 3 h 22 min 10 s | Diana Lehmann       | 4 h 4 min 34 s  |
| 2009  | Gion-Andrea Bundi   | 3 h 12 min 43 s | Diana Lehmann       | 4 h 5 min 34 s  |
| 2010  | Huw Lobb            | 3 h 16 min 0 s  | Maud Giraud         | 4 h 4 min 21 s  |
| 2011  | Trond Idland        | 3 h 21 min 52 s | Melissa Dawes       | 3 h 56 min 50 s |
| 2012  | Gion-Andrea Bundi   | 3 h 11 min 0 s  | Andrea Huser        | 3 h 53 min 29 s |
| 2013  | Gion-Andrea Bundi   | 3 h 29 min 30 s | Kateřina Matrasová  | 4 h 24 min 27 s |
| 2014  | Gion-Andrea Bundi   | 3 h 30 min 6 s  | Jessica Burkhart    | 4 h 21 min 38 s |
| 2015  | Stephan Wenk        | 3 h 33 min 52 s | Cathrin Cheridito   | 4 h 33 min 23 s |
| 2016  | Stephan Wenk        | 3 h 26 min 23 s | Evelyne Blumenthal  | 4 h 21 min 37 s |
| 2017  | Jan Mrázek          | 3 h 10 min 16 s | Samira Schnüriger   | 3 h 42 min 0 s  |
| 2018  | Jonathan Schmid     | 3 h 10 min 40 s | Ida Nilsson         | 4 h 2 min 24 s  |
| 2019  | Stephan Wenk        | 3 h 18 min 10 s | Corina Hengartner   | 4 h 6 min 16 s  |
| 2020  | Matthias Kyburz     | 3 h 0 min 16 s  | Natascha Baer       | 3 h 48 min 44 s |
| 2021  | Elhousine Elazzaoui | 3 h 12 min 28 s | Katie Schide        | 3 h 41 min 48 s |
| 2022  | Sergi Jansà         | 3 h 41 min 42 s | Alexandra Wallimann | 3 h 51 min 57 s |
| 2023  | Shaban Mustafa      | 3 h 18 min 0 s  | Toni McCann         | 3 h 44 min 31 s |
| 2024  | Dorian Marchal      | 3 h 16 min 25 s | Sally Ratcliffe     | 3 h 53 min 18 s |
| 2025  | Dorian Marchal      | 3 h 20 min 9 s  | Erika Monsch-Dicht  | 4 h 7 min 0 s   |

### S42/K47
| Année | Homme             | Temps           | Femme           | Temps           |
| ----- | ----------------- | --------------- | --------------- | --------------- |
| 2015  | Alexander Heim    | 3 h 47 min 17 s | Ornella Poltéra | 4 h 17 min 11 s |
| 2016  | Gion-Andrea Bundi | 3 h 33 min 42 s | Simona Staicu   | 4 h 13 min 37 s |
| 2017  | Stephan Wenk      | 3 h 47 min 3 s  | Mimmi Kotka     | 4 h 31 min 19 s |

### C42
| Année | Homme             | Temps           | Femme              | Temps           |
| ----- | ----------------- | --------------- | ------------------ | --------------- |
| 2003  | Urs Christen      | 2 h 38 min 47 s | Ursina Lareida     | 3 h 21 min 57 s |
| 2004  | Marc-Henri Jaunin | 2 h 44 min 53 s | Martha Graber      | 3 h 24 min 47 s |
| 2005  | Marc-Henri Jaunin | 3 h 21 min 56 s | Martha Graber      | 3 h 42 min 57 s |
| 2006  | Peter Gschwend    | 2 h 59 min 41 s | Rita Born          | 3 h 25 min 40 s |
| 2007  | Marc-Henri Jaunin | 3 h 18 min 8 s  | Marion Hebding     | 3 h 47 min 7 s  |
| 2008  | Peter Ricklin     | 2 h 57 min 57 s | Marion Hebding     | 3 h 24 min 33 s |
| 2009  | Giovanni González | 2 h 32 min 44 s | Bettina Schelbert  | 3 h 14 min 25 s |
| 2010  | Jochen Kümpel     | 2 h 43 min 3 s  | Marion Hebding     | 3 h 9 min 39 s  |
| 2011  | Kurt Lustenberger | 2 h 47 min 38 s | Mari Kauri         | 3 h 18 min 53 s |
| 2012  | Gert Mertens      | 2 h 57 min 43 s | Timmons Williams   | 3 h 14 min 51 s |
| 2013  | René Eisenring    | 3 h 18 min 19 s | Bridie McCarey     | 3 h 17 min 4 s  |
| 2014  | Arno Lötscher     | 3 h 19 min 53 s | Valerie Girsberger | 3 h 54 min 8 s  |